# René Lunden
René Lunden (Bruselas, 2 de junio de 1902-Chichester, Reino Unido, 3 de abril de 1942) fue un deportista belga que compitió en bobsleigh. Ganó una medalla de oro en el Campeonato Mundial de Bobsleigh de 1939, en la prueba doble.

## Palmarés internacional
| Campeonato Mundial | Campeonato Mundial   | Campeonato Mundial | Campeonato Mundial |
| Año                | Lugar                | Medalla            | Prueba             |
| ------------------ | -------------------- | ------------------ | ------------------ |
| 1939               | Sankt Moritz (Suiza) | Medalla de oro     | Doble              |